# Równina Weddella
Równina Weddella (ang. Weddell Abyssal Plain) – równina abisalna Oceanu Południowego. Zajmuje powierzchnię 1 298 000 km2 i jest drugą największą równiną abisalną na Oceanie Południowym (po Enderby Abyssal Plain). Jest najgłębszą częścią Morza Weddella, o głębokości przekraczającej 4000 m. Opada łagodnie w kierunku z południa na północny wschód, gdzie jest miejscowo przerywana przez góry podmorskie, wzgórza i oceaniczne strefy spękań. Została nazwana na cześć Jamesa Weddella. Nazwa została zatwierdzona przez organizację Advisory Committee for Undersea Features w czerwcu 1987 roku.